# Властопуло, Николай Лукич
Никола́й Луки́ч Власто́пуло  (1858 — не ранее 1907) — русский революционер.

## Биография
По происхождению дворянин или сын купца. Родился в 1858 году в Одессе в семье с греческими корнями. Учился в Одесском юнкерском училище. Участвовал в Русско-турецкой войне, в частности в боях под Шипкой, и благодаря своей распорядительности спас свою роту, получив за это знак отличия Военного ордена 4-й степени. За заслуги в войне 21 февраля 1878 года был произведён в прапорщики 53-го пехотного Волынского полка. Награждён также серебряной медалью в память о войне 1877—1878 гг.
Арестован в Одессе в мае 1879 года по делу Геллиса. Одесским военно-окружным судом 1 апреля 1880 года приговорён к 15 годам каторжных работ. 2 августа 1880 года бежал с этапа по пути на Кару вместе с Крыжановским и Минаковым; они прорезали стену в этапе и ушли в лес между Красноярском и Иркутском, но, не зная дороги, без съестных припасов и мучимые злой мошкой, вынуждены были выйти на дорогу. Задержаны 9 августа. Срочная каторга заменена бессрочной.
В 1888 году после подачи прошения о помиловании выпущен на поселение. Жил в Николаевске-на-Амуре, где служил управляющим винным заводом Пьянкова. В 1907 году возвратился в Европейскую Россию.